# Paul Volcker
Paul Adolph Volcker (Cape May, 5 de setembre de 1927 - Ciutat de Nova York, 8 de desembre de 2019) fou un economista estatunidenc, director de la Reserva federal dels Estats Units (Federal Reserve Board) entre 1979 i 1987.
Destacà notòriament per la seva victòria sobre l'estagflació dels anys 1970 als Estats Units, que va obtenir per la limitació del creixement de la massa monetària i l'alça dels tipus d'interès, conforme a les prescripcions monetaristes. La inflació, que va arribar a un 13,5% el 1981, fou rebaixada a un 3,2% el 1983 i mantinguda llavors a un nivell baix, amb el preu d'una pesada recessió el 1982-1983.
Com a president de la comissió d'investigació creada per l'ONU sobre el programa Petroli per aliments, presentà a Nova York un informe de 1.000 pàgines on demostrava que hi havia hagut nombrosos casos de corrupció i greus errors de control i administració per part de Nacions Unides que requerien una reforma. Aquest informe és conegut com l'«informe Volcker».
El 26 de novembre de 2008, el president Barack Obama anuncià el seu nomenament com a director del Consell Assessor per a la Recuperació Econòmica, un nou organisme que s'encarregà de posar en marxa, controlar i avaluar les propostes del president electe per afrontar la crisi econòmica i estabilitzar els mercats.